# 2006年冬季奧林匹克運動會日本代表團
日本在2006年意大利都靈冬季奧運以日本奧林匹克委員會身份參加賽事，一共派出了110位運動員，參加除冰球以外的14個大項。

## 得到奖牌
| 奖牌 | 选手     | 赛事     | 项目       |
| ---- | -------- | -------- | ---------- |
| 金牌 | 荒川静香 | 花样滑冰 | 女子单人滑 |

## 资料来源
1. ↑  .   [Feb 22, 2009]. （原始内容存档于2014-01-07）.
2. ↑  .   [Feb 22, 2009]. （原始内容存档于2012-01-15）.

- Yahoo! Sports Turin 2006 – Japan